# Edouard Mathos
Edouard Mathos (Bossangoa, 28. lipnja 1948. – Bangui, 28. travnja 2017.), bio je biskup iz Srednjoafričke Republike.
Bio je naslovni biskup giufitanski te biskup bambarski.